# Kofferwort
Ein Kofferwort, auch Port[e]manteau-Wort oder Schachtelwort genannt, ist ein Wort, das aus mindestens zwei morphologisch überlappenden Wörtern entstanden ist, die zu einem inhaltlich neuen Begriff verschmolzen sind. Der zugrundeliegende Wortbildungsprozess wird als Amalgamierung, Kontamination, Wortkreuzung, Wortmischung, Wortverschmelzung oder Wortverschränkung bezeichnet. Bekannte Beispiele sind Brunch (aus breakfast und lunch) oder Denglisch (aus Deutsch und Englisch). Typischerweise ist eine Kontamination begrifflich motiviert, und die beteiligten Wörter gehören derselben Wortklasse an.

## Etymologie
In Lewis Carrolls Erzählung Through the Looking-Glass, and What Alice Found There (1871, dt. Alice hinter den Spiegeln) erklärt Humpty Dumpty der Titelheldin die seltsamen Wörter aus dem Gedicht Jabberwocky: Sie seien wie Koffer: zwei Bedeutungen in ein Wort gepackt. Carroll belegte dieses Phänomen folglich mit dem Begriff portmanteau, einem zeitgenössischen Wort für „Handkoffer“, das auch in der ersten deutschen Übersetzung der Erzählung von 1923 verwendet wurde und wiederum vom französischen porte-manteau „Kleidersack“ abgeleitet ist, einer Zusammensetzung aus porter „tragen“ und manteau „Mantel“. (Heute bedeutet das französische portemanteau „Kleiderbügel, Kleiderständer“.) Im Vorwort zu The Hunting of the Snark (1876) gibt Carroll eine Art Einführung in seine Wortbildungsmethode, doch ohne die formalen Bedingungen direkt anzusprechen. In der Folge sprach man schon seit 1877 auch in anderem Zusammenhang von portmanteau words. Inzwischen wird der englische Begriff portmanteau auch im Französischen verwendet und hat sich daneben auch im Englischen und Deutschen zu einem Oberbegriff für bewusste Neologismen entwickelt.
- Im Französischen ist der englische Begriff erstmals 1947[9][10] als mot-valise (pl.: mots-valise oder mots-valises) belegt, was wörtlich übersetzt „Koffer-Wort“ bedeutet.
- In Deutschland tauchte in den 1920er Jahren die Übersetzung Schachtelwort auf,[11][12] die in den großen Übersetzungswörterbüchern mindestens bis in die 1980er Jahre das Wort der Wahl blieb.[13]
- Die Bezeichnung Kofferwort wird erstmals 1935 als Übersetzung aus dem Englischen erwähnt.[14] 1959 steht umgekehrt das englische Wort als Erklärung neben dem deutschen.[15] Seitdem verbreitete sich die Bezeichnung allmählich.[16]

Hermann Paul prägte 1880 das Wort Kontamination (von lateinisch contaminare „in Berührung bringen“). Er verstand darunter „den Vorgang, dass zwei synonyme oder irgendwie verwandte Ausdrucksformen sich nebeneinander ins Bewusstsein drängen, so dass keine von beiden rein zur Geltung kommt, sondern eine neue Form entsteht, in der sich Elemente der einen mit Elementen der anderen mischen“. Paul definierte Kontamination als versehentliche, individuelle und momentane Bildung, die allerdings durch Wiederholung und Personengruppen usuell werden kann. Mit Verwandtschaft meinte er sowohl Bedeutungsverwandtschaft als auch etymologische Herkunft, so dass seine Wortprägung Kontamination auch als Oberbegriff für unbewusste Wortbildungen verstanden werden konnte. Nach Garland Cannon (2000) ist Kontamination der heute im Deutschen übliche Terminus, der sich gegenüber Begriffen wie Mischform und Vermischung durchgesetzt hat.
Die Benennung bleibt im Deutschen – ebenso wie im Englischen, Französischen oder Spanischen – sehr uneinheitlich, was häufig beklagt wird. Als erster wies 1933 Harold Wentworth darauf hin. Bei den Begriffen wird häufig zwischen dem Vorgang und dem Produkt unterschieden. Im Deutschen gibt es folgende, nicht immer eindeutig verwendete, und von manchen Autoren für Spezialfälle reservierte Bezeichnungen: „(Wort-)Kontamination“, „Port(e)manteau-Wort“ oder „Portmanteau-Bildung“, „Amalgam“ oder „Amalgamierung(sform)“, „Wortkreuzung“ oder „Kreuzungswort“, „Wortverschmelzung“, „Verschmelzungswort“, „Zusammenziehung“, „(haplologische) Wortzusammenziehung“, „haplologische Zusammensetzung“, „Kontraktion“, „Wortmischung“, „Wortvermischung“, „Mischwort“, „Kombi-Wort“, „Wortverschränkung“, „Klappwort“, „Kapselwort“, „Kofferwort“, „Koppelwort“, „Teleskopwort“, „Tandemwort“, „Wortgebilde“, „Kontaminat“ und „Blending“ bzw. „Blend“ (engl. ‚Mischung‘).

## Beispiele
Bekannte Beispiele für Kofferwörter sind:
- Bit (englisch binary + digit)
- Brunch (englisch breakfast + lunch)[19]
- Covidiot (COVID + Idiot)
- Denglisch (Deutsch + Englisch), synonym im englischen Sprachraum zu Germish (German + English)
- Brexit (englisch Britain + exit)
- Göffel (Gabel + Löffel)
- jein (ja + nein)
- Mechatronik (Mechanik + Elektronik)
- Motel (englisch motor + hotel)[20]
- Podcast (iPod + Broadcast)
- Smog (englisch smoke + fog)
- Stagflation (Stagnation + Inflation)
- Teuro (teurer + Euro)

Etwa 70 Jahre nach Lewis Carroll schuf James Joyce in seinem Spätwerk Finnegans Wake Tausende von Kofferwörtern. Das experimentelle Sprachwerk Fa:m’ Ahniesgwow des deutschen Autors Hans G Helms benutzt fast durchgängig die Kofferwort-Technik. Im Titel seines Romans Der satanarchäolügenialkohöllische Wunschpunsch übersteigerte Michael Ende 1989 ein Kofferwort humorvoll.

## Verwendungsumgebung
Markennamen sind mitunter als Kofferwort konstruiert, zum Beispiel Osram (Osmium und Wolfram) oder Nescafé (Nestlé Café).
Auch der Name eines bekannten Museums in der Schweiz, das Tourismuseum in Unterseen, ist ein Kofferwort, zusammengesetzt aus Tourismus und Museum.
Kofferwörter ergeben sich auch aus der Zusammenfügung von zwei Wörtern mit gleichlautenden End- und Anfangsworten. Beispiele sind „Goethebüstenhalter“ (Erich Kästner) oder „Dachstuhlgang“.
Neben den oben erwähnten Autoren James Joyce und Michael Ende arbeiten postmoderne Schriftsteller wie Elfriede Jelinek oder Walter Moers gerne mit dieser Technik.
Obwohl Kofferwörter eine typische Erscheinung der modernen Schriftsprache sind (technische Neuprägungen, Markennamen, literarische Kreationen), finden sich auch in vormodernen Mundarten Beispiele. So ist für die Gegend von Düben und Bitterfeld (südliches Sachsen-Anhalt) die Form Kanft, "Endstück am Brot", als Kreuzung aus niederdeutschem Kanten und mitteldeutschem Ranft belegt.

## Abgrenzung von anderen Wortbildungsarten
Die Wortbildungsart Kontamination ist zu trennen vom Kurzwort, dieses verkürzt eine Langform (Uni/Universität, EU/Europäische Union, Hanuta/Haselnusstafel). Lang- und Kurzform bezeichnen das Gleiche, von wenigen Ausnahmen abgesehen (BMW). Bei der Kontamination sind hingegen mindestens zwei unabhängige Wörter beteiligt, die zu einem neuen Begriff werden (Haribo/Hans Riegel, Bonn). Sie ist ebenfalls zu trennen von den Komposita: Anders als beim Kofferwort, bei dem nur Teile der Ursprungsbegriffe miteinander verschmolzen werden, bleiben beim Kompositum die beiden miteinander verbundenen Wörter zur Gänze erhalten. Das heißt, Komposita arbeiten mit Morphemen (konkret: Grundmorphemen), Kontaminationen mit Wortfragmenten. Die Abgrenzung zum Kunstwort (Urschöpfung) ist mitunter schwierig. Vor allem in der Werbesprache findet man Worte, die zusammengeschoben wurden und für die beide die Ursprungsform noch erkennbar ist, vgl. Adidas (Adolf + Dassler), Haribo (Hans Riegel, Bonn), Osram, Nescafé. Kunstwörter gelten nicht als Wortbildungen. Bei den Urschöpfungen ist die Bildungsweise willkürlich, die Kontamination folgt gewissen Regeln.

## Typisierung

### Morphologische Typen
In der sprachwissenschaftlichen Literatur gibt es Einigkeit über folgende morphologische Typen, die allerdings unterschiedlich benannt und erklärt werden und hier zusammengefasst dargestellt bzw. bezeichnet werden:

#### Lautliche Kompromissbildung
Es wird meist nur ein Vokal geändert wie bei: Dorf + Derp → Derf. Grund für diese sind häufig geographisch bedingte Bildungen. Sie bilden einen sprachlichen Ausgleich zweier gleichberechtigter Begriffe (Synonyme) in einem mundartlichen Übergangsgebiet.

#### Haplologische Verkürzung
Eine gemeinsame Lautfolge wird zum gemeinsamen bzw. verbindenden Element wie bei: Hotelführer + Verführer → Hotelverführer. Siehe: Haplologie

#### Wortüberschneidung
Kofferwörter, die durch eine Wortüberschneidung entstehen, weisen keine gemeinsame Lautfolge auf, wie Mammut + Elefant → Mammufant. Meist entfallen hier dann von einer oder mehr Komponenten Wortsegmente.

#### Assonanz
Hier erfüllt die Assonanz keinesfalls die sonst übliche rhetorische Funktion, sondern stellt lediglich ein gemeinsames homophones oder homographes Segment dar, das die Ausgangslexeme verbindet.

### Semantische Typen
Hans Ulrich Schmid beschreibt in einem Aufsatz von 2003 zehn weitere semantische Typen:
- Der ikonische Typ weist ein symmetrisches Verhältnis der Hintergrundlexeme auf und ist meist eine kurzsilbige Bildung ohne gemeinsames Segment wie: Demokratie + Diktatur → Demokratur.
- Beim charakterisierenden Typus verweist ein Hintergrundlexem auf bestimmte Eigenarten des anderen, zum Beispiel: Schleppen + Laptop → Schlepptop.
- Beim Beziehungstypus sagt ein Hintergrundlexem aus, in welcher Beziehung das andere gültig ist, zum Beispiel: Schach + Sachverstand → Schachverstand.
- Beim kausalen, finalen bzw. konsekutiven Typus löst ein Hintergrundlexem semantisch das andere aus, zum Beispiel: slim + Gymnastik → Slimnastik – Hier löst Gymnastik die Schlankheit aus.
- Beim pleonastischen Typus sind die Hintergrundlexeme synonym, zum Beispiel: Bulle + Polizist → Bullizist.
- Beim antonymischen Typus sind die Hintergrundlexeme gegensätzlich, zum Beispiel: Schweiß + Eisheilige → Schweißheilige.
- Beim kontradiktorischen Typus benennt ein Hintergrundlexem einen Sachverhalt (absichtlich?) falsch, zum Beispiel: teuer + Euro → Teuro.
- Beim metaphorischen Typus stellt das Wortgebilde eine Metaphorik mit der Wirklichkeit her, zum Beispiel: Lust + Luftballon → Lustballon als Bezeichnung für das Kondom.
- Beim segmentumdeutenden Typus ist im ersten Hintergrundlexem das zweite schon vollständig enthalten. Das so entstandene Wortgebilde besteht dann nur aus einem Segment der beiden Hintergrundlexeme, zum Beispiel: Porno + no → PorNO.
- Der freie Assoziationstyp ist ein Sprachspiel, das keinen logischen oder sachlichen Zusammenhang zwischen den Hintergrundlexemen aufweist, zum Beispiel: Haarlem als Bezeichnung für einen Friseursalon.

## Bildungsmotivation
Kofferwörter können aus verschiedenen Gründen gebildet werden. Dies sind beispielsweise:
- Versprecher
- nominatives Bedürfnis
- lautliche Kompromissbildung
- Wortspiel
- Gelegenheitsbildung

Im Deutschen gibt es solche Bildungen, anders als im Englischen, im Standard kaum. Sie sind dort eher sprachökonomisch motiviert (Kurlaub, Mechatronik). Meist sind sie stilistisch markiert und erscheinen in der Jugendsprache (gruscheln zu grüßen und kuscheln), in der Presse, in der Werbung und in manchen Bereichen der Literatur. Sie wollen Aufmerksamkeit erregen (PorNO), satirisch-ironisch kritisieren (Sparminator) oder zeugen von der Kreativität eines Autors wie bei Michael Ende, Heinrich Heine oder Lewis Carroll.